# Bokermannohyla napolii
A Bokermannohyla napolii a kétéltűek (Amphibia) osztályának békák (Anura) rendjébe és a levelibéka-félék (Hylidae) családjába tartozó faj. A fajt 2012-ben írta le Thiago Riberio de Carvalho, Ariovaldo Antonio Giaretta és Leandro Magrini.

## Előfordulása
A Bokermannohyla circumdata csoportba tartozó új faj Brazília endemikus faja, az ország délkeleti részén fekvő Minas Gerais államban honos. Természetes élőhelye a szubtrópusi vagy trópusi hegyvidéki nedves erdők.

## Megjelenése
A Bokermannohyla napolii nagy méretű békafaj. A Bokermannohyla circumdata csoport többi tagjától, a Bokermannohyla luctuosa és a Bokermannohyla circumdata fajoktól 3. és 4. ujjának osztott csontkinövéseiben, valamint jellegzetes hangjában különbözik. Feje hossza nagyobb, mint szélessége. Hátán és végtagjain sötétbarna haránt irányú csíkok futnak, combjának elülső felületén sötétbarna sávok láthatók.